# Christiania Bank og Kreditkasse
Christiania Bank og Kreditkasse, känd som Kreditkassen eller Christiania Bank, var en norsk bank grundad 1848. År 2000 blev den uppköpt av Nordic Baltic Holding, en sammanslagning av fyra nordiska banker, till finanskoncernen Nordea. Vid tidpunkten för samgåendet var den Norges näst största bank.